# Quimbaya (kommun)
Quimbaya är en kommun i Colombia.   Den ligger i departementet Quindío, i den centrala delen av landet, 190 km väster om huvudstaden Bogotá. Antalet invånare är 34 056. Arean är 127 kvadratkilometer.
Terrängen i Quimbaya är kuperad västerut, men österut är den platt.